# 二分久男

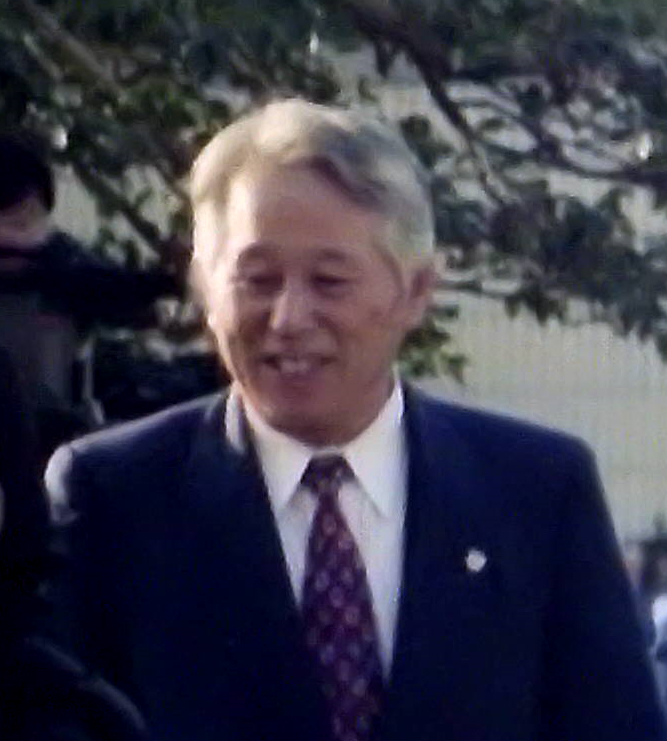
二分久男
(1997年菊花賞パドック)

二分 久男（にぶん ひさお、1930年12月29日 - ）は、宮崎県都城市出身の元調教師（栗東所属）・元騎手。
妻は師匠である布施文蔵元調教師の次女であり、布施正とは義兄弟の間柄に当たる。

## 経歴
1953年に布施文蔵厩舎から騎手としてデビューし、1219戦60勝（中央以降）をマークし、1965年引退。
引退後の1965年に調教師免許を取得して厩舎を開業し、1968年にクモムラサキでアラブ大賞典（秋）を制して重賞初制覇。1978年にアグネスホープが東京優駿（日本ダービー）2着に入り、1980年にはアラナス産駒のノースガストで菊花賞を制し、クラシック初制覇を達成。1981年にはフォルティノ産駒のテキサスワイポンで中山大障害（秋）を制覇し、1988年から1990年にかけてはウエスタンウインド産駒のシンウインドが短距離戦線で活躍。
1997年1月11日には京都第4競走4歳以上500万下・マチカネコンチキチでJRA通算600勝を達成し、同年にはクリスタルグリッターズ産駒のマチカネフクキタルで2度目の菊花賞制覇を成し遂げる。年間では32勝を挙げて全国8位と活躍するが、マチカネフクキタル・テイエムオオアラシ・シンカイウンの3頭で重賞を6勝するなど、秋競馬の重賞戦線を大いに賑わせた。セクレファスター産駒のテイエムオオアラシは秋の福島でカブトヤマ記念・福島記念を連勝し、シンカイウンは条件戦を順当に勝ち進んで挑んだ9月の朝日チャレンジカップにてシンチェスト産駒の重賞初勝利を記録。そのまま秋の中距離戦線に進み毎日王冠ではバブルガムフェローに僅差の4着、生涯唯一のGI出走となった天皇賞（秋）では穴人気にも支持された。普段馴染みの薄い血統の馬が立て続けに好走したことも話題となったが、事実、サンデーサイレンス・ブライアンズタイム・トニービンを初めとした上位リーディングサイアーの産駒は、ほぼ皆無と言っていいほど二分厩舎には入厩しておらず、それでいて、半年のうちにこれだけの成績を残した。血統だけでなく、実際に馬を見て選ぶことも重視した二分の相馬眼の確かさも、その一因を担っていたと言える。同年には優秀調教師賞、優秀厩舎スタッフ賞（関西）を受賞。
1999年にはシンボリルドルフ産駒のツルマルツヨシが京都大賞典でメジロブライト、テイエムオペラオー、ステイゴールド、スペシャルウィークといった強豪馬を抑えて優勝。
2001年2月28日をもって定年を迎え、調教師を引退。JRA通算7783戦で675勝（うち障害181戦23勝）を挙げ、最後まで残っていた所属馬は、直後に新規開業した角居勝彦厩舎へ移籍となった。
調教師引退後は宮崎へ帰郷し、競走馬の育成に携わっている。競走馬の育成風景を取り上げたNHK「おはよう日本」内のコーナーで、インタビューを受けたこともある。また、GI開催時には中日スポーツに「達人が斬る」というレース展望記事を書いている。

## 主な管理馬
※太字はGIレース
- クモムラサキ（1968年アラブ大賞典 (秋)）
- タイセフト（1971年京阪杯）
- アグネスホープ（1978年毎日杯）
- テキサスワイポン（1979年中京障害ステークス・阪神障害ステークス (秋)、1981年京都大障害 (春)・中山大障害 (秋)）
- ノースガスト（1980年神戸新聞杯・菊花賞）
- シンピロー（1980年函館3歳ステークス）
- タツユウチカラ（1982年中日新聞杯）
- シンウインド（1988年スワンステークス、1990年京王杯スプリングカップ）
- マチカネフクキタル（1997年神戸新聞杯・京都新聞杯・菊花賞）
- テイエムオオアラシ（1997年カブトヤマ記念・福島記念、1998年小倉記念）
- シンカイウン（1997年朝日チャレンジカップ、1999年中日新聞杯）
- ツルマルツヨシ（1999年朝日チャレンジカップ・京都大賞典）

## 主な厩舎所属者
※太字は門下生。
- 外枦保重秋（元騎手、後に二分厩舎の調教助手）
- 東田幸男（元騎手）
- 井高淳一（1969年-1971年、騎手）
- 西園正都（1994年-1997年、騎手）
- 酒井学（1998年-2001年、騎手）